# Bulbophyllum kautskyi
Bulbophyllum kautskyi är en orkidéart som beskrevs av Antonio Luiz Vieira Toscano. Bulbophyllum kautskyi ingår i släktet Bulbophyllum och familjen orkidéer. Inga underarter finns listade i Catalogue of Life.